# Monica Barbaro
Monica Barbaro (Reggio Calabria, 17 febbraio 1974) è un'ex cestista italiana.
Play-guardia di 162 cm, ha giocato in Serie A1 con Messina.